# Il patto (film)
Il patto (Pregnancy Pact) è un film per la televisione statunitense del 2010 diretto da Rosemary Rodriguez.
Il film è andato in onda negli USA il 23 gennaio 2010.

## Trama
Sidney è una reporter televisiva che decide di tornare nella sua città natale per un'intervista sulle ragazze madri: ci sono almeno diciotto ragazze al liceo che sono rimaste ingravidate troppo presto. L'intervista crea non poco trambusto. Sidney si lega in particolar modo a Sara, una ragazza che aspetta un bambino dal suo ragazzo Jesse; i due si amano molto, anche se Jesse sa che la cosa comprometterà il suo futuro visto che vuole andare all'università e giocare a baseball. Sara è anche figlia della presidentessa del consiglio dei genitori, una conservatrice del tutto contraria alla divulgazione dei contraccettivi nelle scuole pubbliche, sostenitrice dell'astinenza sessuale prima delle nozze. I genitori di Sara sono molto delusi per via del fatto che la figlia ha tradito i valori che hanno sempre cercato di impartirle. Intanto Sidney indagando scopre che le ragazze madri non si sono fatte mettere incinte per caso, ma che il fatto era premeditato per farsi sposare dai loro ragazzi. La cosa si trasforma in un evento mediatico che sconvolge le vite di Sara e dei suoi genitori; la madre perde pure il suo incarico come presidentessa del consiglio e i genitori di Jesse incoraggiano il figlio a lasciar perdere Sara e il bambino. Sidney è disgustata dal modo in cui i media trattano la vicenda visto che sono più interessati alla notizia piuttosto che alle ragazze. Quando Jesse scopre che Sara si è fatta mettere incinta di proposito si arrabbia urlandole in faccia il suo odio per aver compromesso il suo futuro. Sara delusa si ubriaca a una festa e finisce in ospedale, il medico rassicura i genitori che il piccolo sta bene; alla fine Sara e i suoi genitori si riconciliano quando capiscono che il benessere del bambino è la cosa più importante. Sidney in un'intervista ammette che pure lei all'età di sedici anni aspettò un bambino e che lo diede in adozione; parlandone con Sara, quest'ultima capisce che le ragioni che l'hanno spinta a rimanere incinta erano sbagliate, ma che ora deve diventare una persona più matura per il bene del piccolo. La madre di Sara viene riassunta come presidentessa del consiglio e, nonostante continui a credere che l'astinenza sia la scelta giusta per le adolescenti, decide di approvare la divulgazioni dei profilattici capendo che bisogna agire in altri modi per aiutare le ragazze a prendere coscienza del sesso e delle conseguenze che derivano da esso. Sidney lascia la città, mentre Jesse continua a ignorare Sara non potendo perdonarla per ciò che è successo. Il film si conclude con Sara che dà alla luce una bambina che crescerà con il sostegno dei suoi genitori.  